# Waldemar Westermayer

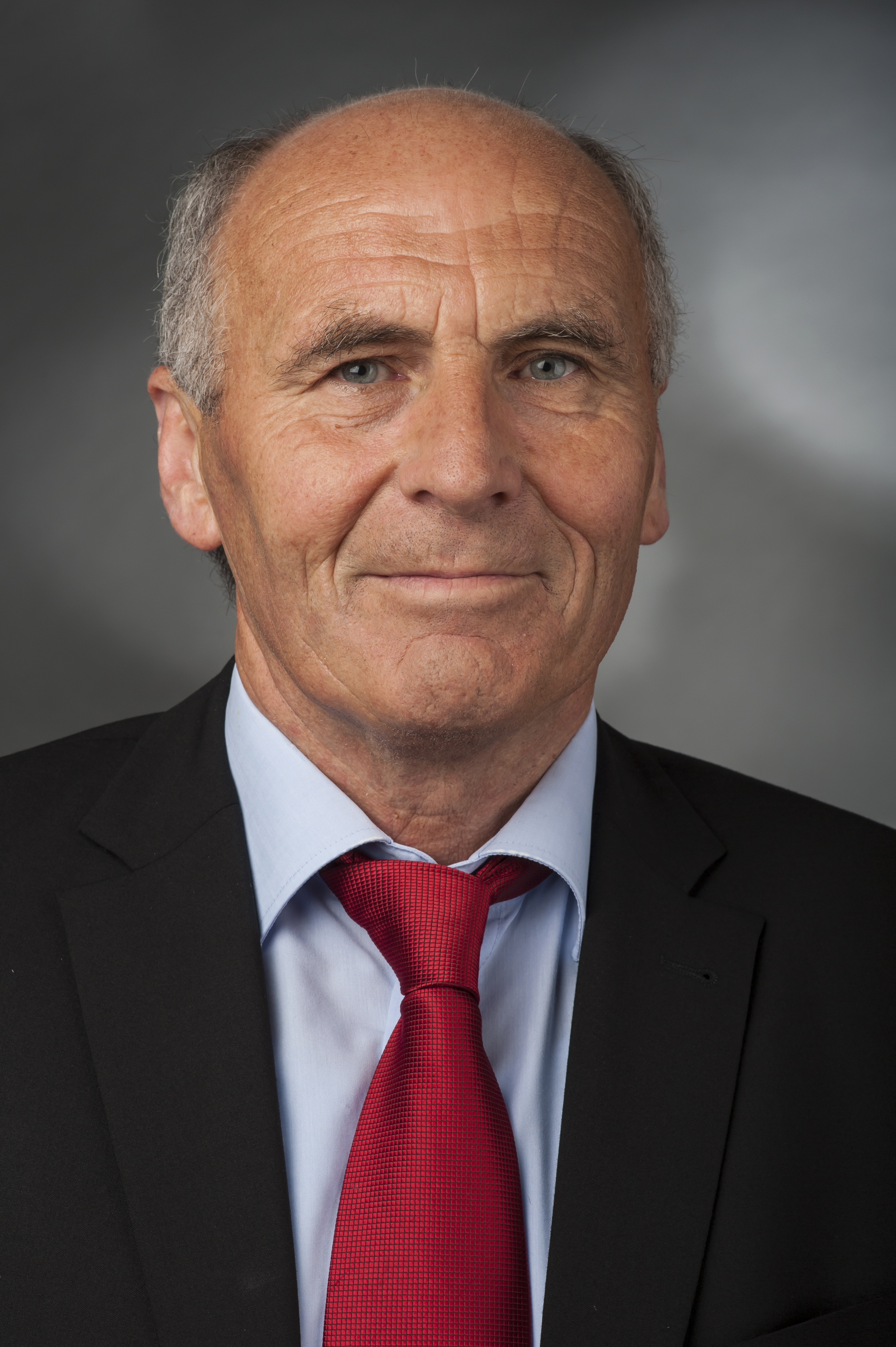
Waldemar Westermayer (2014)

Waldemar Westermayer (* 4. August 1953 in Leutkirch im Allgäu) ist ein deutscher Politiker der CDU. 
Am 1. Juli 2014 rückte er für Annette Schavan, die zur deutschen Botschafterin beim Heiligen Stuhl ernannt wurde, in den Deutschen Bundestag nach, und gehörte dem Bundestag bis 2017 an. Er hatte bei der Bundestagswahl 2013 auf dem 18. Platz der CDU-Landesliste gestanden.  
Der Landwirtschaftsmeister und Vorsitzende des Bauernverbandes Allgäu-Oberschwaben fungiert als Kreisrat, Stadtrat von Leutkirch und CDU-Vorsitzender in Leutkirch. Westermayer stand bis 2015 ehrenamtlich dem Verband der Teilnehmergemeinschaften Baden-Württemberg (VTG) vor. Schwerpunkte seiner politischen Arbeit sind die Belange des Bundestagswahlkreis Ulm.
Westermayer ist evangelisch, verheiratet und hat fünf Kinder.